# Матиас-Кардозу
Матиас-Кардозу (порт. Matias Cardoso) — муниципалитет в Бразилии, входит в штат Минас-Жерайс. Составная часть мезорегиона Север штата Минас-Жерайс. Входит в экономико-статистический  микрорегион Жануария. Население составляет 6786 человек на 2006 год. Занимает площадь 1938,429 км². Плотность населения — 3,5 чел./км².

## История
Город основан 1 января 1993 года. 

## Статистика
- Валовой внутренний продукт на 2003 год составляет 36 106 643,00 реалов (данные: Бразильский институт географии и статистики).
- Валовой внутренний продукт на душу населения на 2003 год составляет 4739,65 реалов (данные: Бразильский институт географии и статистики).
- Индекс развития человеческого потенциала на 2000 год составляет 0,602 (данные: Программа развития ООН).